# Лука (Немачка)
Лука (њем. Lucka) град је у њемачкој савезној држави Тирингија. Једно је од 40 општинских средишта округа Алтенбургер Ланд. Према процјени из 2010. у граду је живјело 4.255 становника. Посједује регионалну шифру (AGS) 16077028.

## Географски и демографски подаци
Лука се налази у савезној држави Тирингија у округу Алтенбургер Ланд. Град се налази на надморској висини од 150 метара. Површина општине износи 13,0 km². У самом граду је, према процјени из 2010. године, живјело 4.255 становника. Просјечна густина становништва износи 328 становника/km².